# のし梅

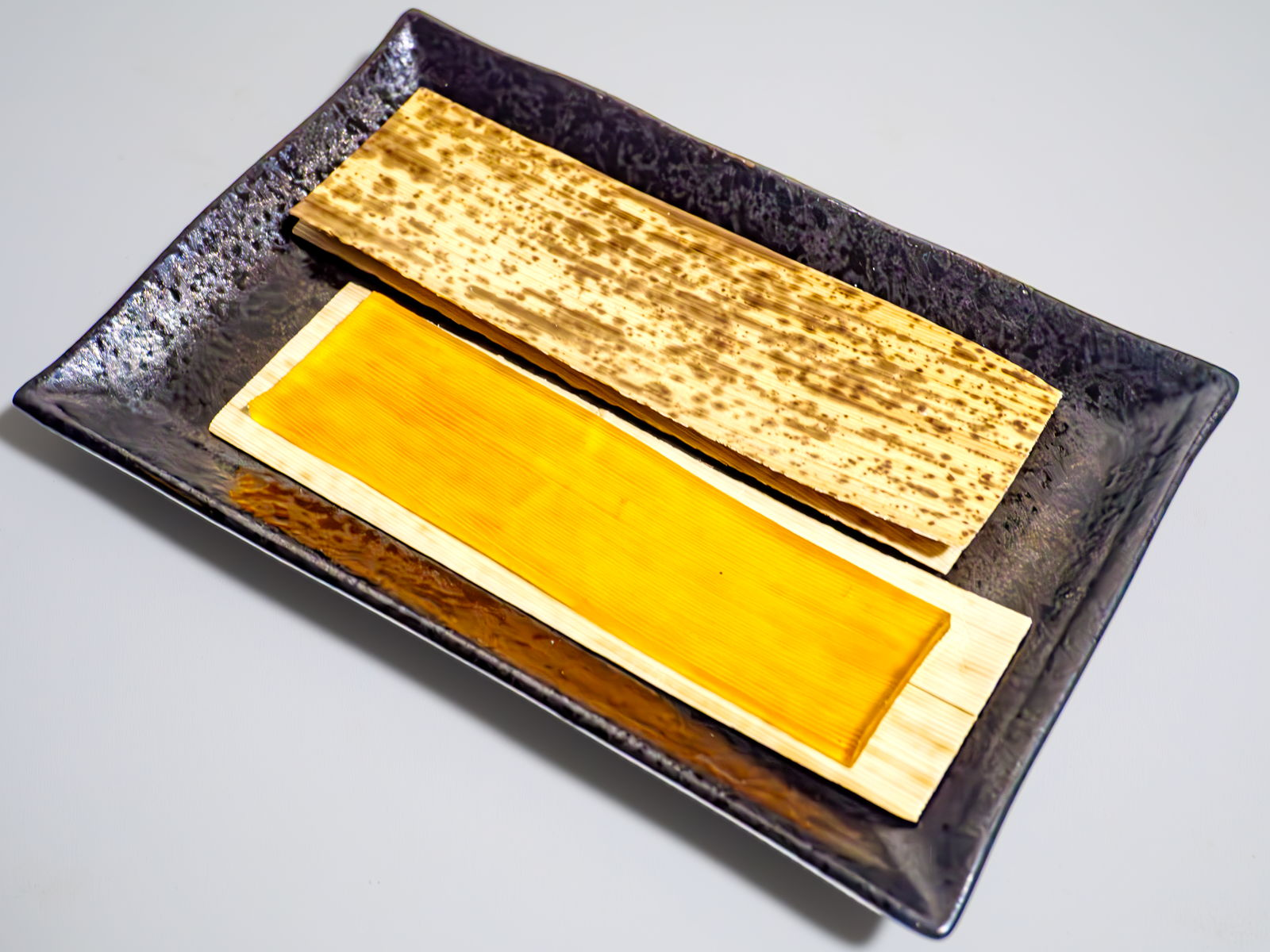
のし梅

のし梅（のしうめ）は、梅をすり潰し、寒天に練りこんだものを薄くのして乾燥し竹皮で挟んだ山形県村山地方などの銘菓。

## 歴史
山形藩主の典医として、当時の山形藩主「最上義光」が招聘した小林玄端が長崎に遊学中、中国人から梅を原料とする秘薬の製法を伝授され、気付け薬として作ったのが現在の『のし梅』の原型とされる（山形の佐藤屋、玉屋総本店などのパッケージに記載された説明文より）。当初の薬の形では、煮詰めた梅に黒砂糖を加えた水あめ状のものであったとされている。その後山形藩では藩主の交代などが頻繁にあったが、街場に出て医師や薬屋を生業とした玄端の子孫らによって製法は受け継がれ、江戸後期には夏場における民間薬のひとつとして、胃薬ないしは気付け薬として各家庭で製造されるようになった。
文献（『家伝秘法調合録』黒田玄仙）には、「甘露梅」という名でその作り方が残されているが、そこには「梅をおろして汁をとり、瀬戸物に入れ天日で干す」といった内容が記されており、現在の菓子としてのし梅とほぼ製法も変わらないことからその原型とみなされている。

他にも同名の「のし梅」の名で葛を使ったものの記録も残っているが、明治初期に京都にて行われた産業博覧会に出展されたものの、日持ちが悪く評価も芳しくなかった。その後、寒天の一般への流通・缶詰技術の開発による通年での梅の使用が可能になるなどの技術革新があり、現在の菓子の形へと完成させられていったと考えられる。
現在の形の「のし梅」を製造した祖とされているのが、創業文政年間の『乃し梅本舗佐藤屋』（山形市十日町）。日本三大修験山として江戸時代に盛り上がりを見せた『出羽三山詣』の参拝客の宿場町として山形・十日町近辺は栄えており、菓子として『のし梅』を売り出したところ人気を博したという。正岡子規の文献にも「山形の乃し梅」があり、日持ちの良さから全国的に流通していた事がうかがえる。佐藤屋の大福帳には、日本国内はもとより朝鮮半島や満州への輸出記録も残っている。

また、梅園が有名な茨城県水戸や小田原。梅の産地として高名な和歌山県など複数地域において「のし梅」として同様の品が製造・販売されているが、山形の製法が、鉄道の発達などにより伝えられていったと考えられ、それらの土地で「のし梅」が登場するのは明治の中期頃に山形の「のし梅」が現在の形に完成して以降である（水戸でのし梅の元祖をうたっている井熊総本家の創業が明治24年。井熊総本家の二代目が考案とされている）ことから、江戸期から明治初期に既に資料に名称が登場する山形の「のし梅」がはじまりであると考えられる。
製法としては、ガラスを張った木枠の板に流しこみ、乾燥の工程を2日間ほど経ることで、独特の食感を生み出す製法（山形では保存性を良くするために、山菜等を干す文化が現在でも残っている）の独自性や、各種文献への登場頻度、登場する時期などからも山形のそれが最も古いものであると推察される。また、元祖とされる山形では、梅のものだけを扱う店が多い中、ブドウなどその土地ならではの原料を用いた物も他地域では作られている。

## 背景
山形県は紅花を主要な特産物として生産しており、その紅花は口紅や着物の染料として京都・大阪方面を中心に高値で取引されていた。その紅花から赤い染料を取るのに梅の酸が使われていた為、山形市周辺は紅花と同時に梅も盛んに生産されていた。梅は酸をとるためには青梅が良いが、完熟している梅だけを使用して作っている点では、農産物を無駄なく使用できるためにのし梅は非常に理に適った特産品といえる。

## 製造元
- 佐藤屋
- 株式会社玉屋総本店[4]
- 亀印製菓
- せきもとフーズ株式会社[5]

ほか。